# Ford Shelby GR-1
La Ford Shelby GR-1 è una concept car sviluppata e prodotta dalla casa automobilistica statunitense Ford. 
È stata presentata per la prima volta al pubblico al Concorso d'eleganza di Pebble Beach del 2004 come modello in argilla. Un concept completamente funzionale è stato presentato nel 2005 al North American International Auto Show. La GR-1 è ispirata e richiama la Shelby Daytona.

## Descrizione
Gran parte del telaio e della meccanica della GR-1 si basa su quella della Ford Shelby Cobra Concept, presentata un anno prima. Come per la Ford Shelby Cobra Concept, il progetto GR-1 è stato guidato da Manfred Rumpel e sviluppato dal gruppo Ford Advanced Product Creation.
La GR-1 utilizza un motore V10 da 6,4 litri interamente in alluminio e riprende alcune componenti meccaniche della Ford GT. Il motore della GR-1 sviluppa 605 CV (451 kW) e 679 Nm di coppia. La trasmissione è affidata a un cambio manuale a 6 marce. La GR-1 può accelerare da 0 a 60 mph (97 km/h) in 3,9 secondi e ha una velocità massima di circa 190 mph (306 km/h).